# Castelraimondo
Castelraimondo är en ort och kommun i provinsen Macerata i regionen Marche i Italien. Kommunen hade 4 449 invånare (2018).